# مناورة أفعوانية
المناورة الأُفْعُوَانِيَّة (بالإنجليزية: flip flap) أو لدغة الأفعى (بالإنجليزية: snakebite) أو آكا (بالإنجليزية: akka) أو الإلاستيكو (بالبرتغالية: elástico) أو الثعبان الصغير (بالإسبانية: la culebrita) هي حركة مناورة أو خدعة تُسْتَخْدَم في كرة القدم، وتهدف لتضليل لاعب مدافع ودفعه لأن يعتقد بأن اللاعب المهاجم -المُسْتَحْوِذ على الكرة- سوف يتحرك باتجاه ليس اتجاه الحركة الفعلي الذي ينوي التَّحَرُّك نحوه. ويؤدي اللاعبون هذه المناورة باستخدام الجزء الخارجي من القدم التي يُفَضِّلُون اللعب بها لدفع الكرة نحو الجانب من جسدهم المحاذي للقدم التي يفضلونها، ثم تحريك القدم المفضلة بسرعة حول الكرة ودفع الكرة باستخدام الجزء الداخلي من تلك القدم إلى الاتجاه الآخر، أي إلى الجانب المحاذي للقدم التي لا يفضلونها. وبالرغم من أن المهارة القَدَمِيَّة تشكل الجزء الأهم في المناورة الأفعوانية، إلا أن نجاحها كحركة خداعية يعتمد أيضًا بشكل كبير على امتلاك اللاعب تسارعًا مُتَفِجِّرًا عند انطلاقه من وضعية سكون.

## التاريخ
كان اللاعب الياباني-البرازيلي سيرجيو إيتشيجو هو من اخترع هذه الحركة. وفي عام 1964م، تعلَّم صانع الألعاب البرازيلي ريفيلينو الحركة من إيتشيجو الذي كان زميله في فريق الشباب التابع لنادي كورينثيانز البرازيلي، وأدَّى ريفيلينو هذه المناورة أمام جمهور عالمي في كأس العالم 1970م. وفي مقابلته مع السلسلة التلفزيونية أعظم ما في كرة القدم (Football's Greatest) عام 2012م صَرَّح ريفيلينو قائلًا: «الآن يقول [إيتشيجو] أنه اخترعها، ولكنني جعلتها مثالية». ولم يستطع بيليه -زميل رفيلينو في المنتخب البرازيلي- تعلُّم هذه الحركة.
كان ريفيلينو قدوة لعدد من اللاعبين الذين تأثروا بأسلوبه، واشتهرت المناورة في ثمانينيات القرن العشرين بفضل اللاعب الجزائري صلاح عَصَّاد (الذي طَوَّر حركته الخاصة في المناورة الأفعوانية، والتي اشتهرت باسم «الغُرَّاف»، والتي كانت تٌنَفَّذ أثناء ركض اللاعب بالكرة على عكس أسلوب ريفيلينو)، وكان من اللاعبين الذين اشتهروا بهذه المناورة في الثمانينات أيضًا خوليو سيزار أوريبي من البيرو، أما في تسعينات القرن العشرين والعقد الأول من القرن الحادي والعشرين فقد اشتهر بها روماريو، ورونالدو، ورونالدينيو وغيرهم. وفي الأعوام الأخيرة، كان اللاعب البرتغالي كريستيانو رونالدو واللاعب البرازيلي نيمار مِمَّن عُرِفُوا بتأديتها.
في قارة أفريقيا، خاصة في نيجيريا، يُشَار إلى هذه الحركة باسم «لدغة الأفعى» أو «زيغيما» وذلك بسبب حركة القدم للداخل والخارج والتي تشبه حركة الأفعى. وعلى أية حالة، فهي معروفة الآن أكثر باسم «الغاوتشو» نسبة إلى رونالدينو غاوتشو (كان يسمى هكذا في بعض الأحيان).
في كرة قدم الصالات، وكرة القدم الاستعراضية، وكرة قدم الشارع ظهرت العديد من المناورات الأفعوانية التي تُنَفَّذ في الهواء والتي يُشَار إليها باسم «آكا». تمتلك «الآكا» العديد من الأساليب، ويمكن استخدامها مع حركات الجسر وغيرها من الحركات التي تنفذ على الأرض لتحقيق أفضل نتيجة.

## أنظر أيضًا
- رابونا
- جسر
- التفاف كرويف
- ركضة الفقمة

## وصلات خارجية
- فيديو على موقع يوتيوب يحتوي مجموعة مختارة من لقطات المناورة الأفعوانية.